# Nasrin Oryakhil
Nasrin Oryakhil est une gynécologue obstétricienne afghane. Née en 1964 à Kaboul, elle est la directrice, depuis 2004, de la maternité Malalai à Kaboul. Elle fonde au sein de l'hôpital, la première clinique obstétricienne pour la réparation des fistules.  Elle est la présidente de l'organisation non gouvernementale Association pour la santé pour les familles afghanes et est membre du réseau des femmes afghanes mais aussi du groupe chargé de créer un conseil médical en Afghanistan. Elle a également soutenu la création de l'association des sages-femmes dans son pays.
Elle reçoit, le 4 mars 2014, du département d'État des États-Unis, le prix international de la femme de courage.
En 2015, elle est nommée ministre du travail, des affaires sociales, des martyrs et des handicapés en Afghanistan.

## Source de la traduction
- (en) Cet article est partiellement ou en totalité issu de l’article de Wikipédia en anglais intitulé « Nasrin Oryakhil » (voir la liste des auteurs).